# Маніла (Айова)
Маніла (англ. Manilla) — місто (англ. city) в США, в окрузі Кроуфорд штату Айова. Населення — 775 осіб (2020).

## Географія
Маніла розташована за координатами 41°53′32″ пн. ш. 95°14′4″ зх. д. / 41.89222° пн. ш. 95.23444° зх. д. (41.892308, -95.234561).  За даними Бюро перепису населення США в 2010 році місто мало площу 2,68 км², уся площа — суходіл.

## Демографія
Згідно з переписом 2010 року, у місті мешкало 776 осіб у 337 домогосподарствах у складі 214 родин. Густота населення становила 290 осіб/км².  Було 369 помешкань (138/км²).
Расовий склад населення:
| - 97,9 % — білих - 0,1 % — азіатів - 1,2 % — осіб інших рас |

До двох чи більше рас належало 0,8 %. Частка іспаномовних становила 2,6 % від усіх жителів.
За віковим діапазоном населення розподілялося таким чином: 20,9 % — особи молодші 18 років, 52,4 % — особи у віці 18—64 років, 26,7 % — особи у віці 65 років та старші. Медіана віку мешканця становила 47,7 року. На 100 осіб жіночої статі у місті припадало 90,7 чоловіків;  на 100 жінок у віці від 18 років та старших — 83,8 чоловіків також старших 18 років.
Середній дохід на одне домашнє господарство  становив 50 344 долари США (медіана — 35 536), а середній дохід на одну сім'ю — 58 405 доларів (медіана — 54 375). Медіана доходів становила 40 703 долари для чоловіків та 27 679 доларів для жінок. За межею бідності перебувало 15,0 % осіб, у тому числі 25,7 % дітей у віці до 18 років та 3,0 % осіб у віці 65 років та старших.
Цивільне працевлаштоване населення становило 390 осіб. Основні галузі зайнятості: освіта, охорона здоров'я та соціальна допомога — 25,4 %, виробництво — 16,7 %, будівництво — 13,6 %.